# Antero
Antero ist ein in verschiedenen Sprachen üblicher männlicher Vorname.
- Im Finnischen ist Antero eine gebräuchliche Form von Andreas. Nebenformen des Namens sind im Finnischen Antti und Tero; im Schwedischen Ante.
- Im Spanischen und Portugiesischen handelt es sich um eine Variante des lateinischen Anterus.
- Auch im Polnischen findet der Name Verwendung.

## Namensträger
- Antero de Quental (1842–1891), portugiesischer Dichter
- Matti Antero Hautamäki (* 1981), finnischer Skispringer
- Sami Hannu Antero Kapanen (* 1973), finnischer Eishockeyspieler
- Antero Kivelä (* 1955), finnischer Eishockeyspieler
- Antero Kivi (1904–1981), finnischer Leichtathlet
- Veikko Antero Koskenniemi (1885–1962), finnischer Schauspieler
- Antero Lehtonen (* 1954), finnischer Eishockeyspieler
- Antero Manninen (Musiker) (* 1973), finnischer Cellist
- Antero Markelin (1931–2005), finnischer Architekt
- Antero Niittymäki (* 1980), finnischer Eishockeyspieler
- Mauri Antero Numminen (* 1940), finnischer Sänger
- Johann P. Antero, ein Prenonym von Jussi Udelhoven (* 1966), norwegischer Leichtathlet